# Triarchy
Triarchy war eine englische New-Wave-of-British-Heavy-Metal-Band aus Gravesend, die im Jahr 1972 gegründet wurde und sich 1983 auflöste.

## Geschichte
Mark Newbold kannte Mike Wheeler bereits sehr früh, da sie zusammen ab dem fünften Lebensjahr dieselbe Grundschule besuchten und ihre Familien nur etwa 150 Meter voneinander entfernt lebten. Zusammen mit seinem Bruder Martyn und Wheeler, der eine Bontempi-Orgel besaß, experimentierten sie und nahmen mit dem Tonbandgerät von Newbolds Vater die ersten Aufnahmen auf. Wheeler erhielt zu seinem zwölften Geburtstag im November 1972 eine Halbresonanzgitarre und im Anschluss zu Weihnachten einen Zehn-Watt-Verstärker. Zusammen probten sie weiter, wobei die erste Besetzung aus dem Schlagzeuger Martyn Newbold, Mark Newbold am Keyboard und Percussion-Instrumenten und Mike Wheeler als Keyboarder und Sänger bestand. Im Gegensatz zu anderen lokalen Schulbands schrieb die Gruppe eigene Lieder und spielte nicht nur Coverversionen. Nach einer Weile verlor Martyn Newbold das Interesse, woraufhin sein Bruder das Schlagzeug übernahm. Verschiedene Freunde übernahmen daraufhin das Piano, die E-Gitarre und den Gesang. Die erste feste Besetzung von Triarchy bestand aus dem Sänger, Bassisten und Keyboarder Mike Wheeler, dem Gitarristen Derek Lomas und Mark Newbold als Schlagzeuger. Es folgten ein erstes Demo im Jahr 1978, das in Balham aufgenommen worden war, sowie die ersten lokalen Auftritte. Beim ersten Auftritt wurde Mark Newbold durch den Einsatz von Pyrotechnik verletzt und erlitt Verbrennungen. Er schied daraufhin für die nächsten Auftritte aus, stattdessen half der Schlagzeuger der Supportband des ersten Auftritts aus. Kurzzeitig experimentierte die Band mit dem Einsatz einer Sängerin namens Debbie, allerdings fand mit dieser nur ein Auftritt statt, sodass sie bald wieder die Band verließ. Kurze Zeit später verließ auch Lomas die Band.
Ihre erste Veröffentlichung erschien im Jahr 1979 in Form der Single Save the Khan, wobei die Band aus dem Keyboarder, Bassisten und Sänger Mike Wheeler, dem Gitarristen Graham Legg und dem Schlagzeuger Mark Newbold bestand. Da es sich um eine private Pressung in begrenzter Stückzahl von nur 1.000 Stück handelte, wurde die Single 1980 bei Bullet Records wiederveröffentlicht. Die Erstauflage wurde von der Band selbst finanziert, wobei sich die Aufnahme- und Presskosten auf 600 Pfund beliefen. Die Aufnahmearbeiten hatten Ende 1979 in den Airport Studios in London stattgefunden. Das Titellied wurde von Geoff Burton für die wöchentliche Playliste im Magazin Sounds erwählt. In der zweiten Hälfte des Jahres 1980 wurde Legg durch Brian Galibardy ersetzt. Daraufhin begab sich die Band am 3. August 1980 ins Studio, um die EP Metal Messiah aufzunehmen, die neben dem Titellied aus den Liedern Sweet Alcohol und Hellhound on My Trail besteht und bei Direct Records erschien. Letzteres Lied ist ein Robert-Johnson-Cover. Die Aufnahmen wurden, wie bereits bei Save the Khan, von der Band selbst finanziert und fanden im The Lodge Studio in Hertfordshire, das von der Progressive-Rock-Band The Enid betrieben wurde, statt. Die Pressung des Tonträgers übernahm dieses Mal Bullet Records. Die Band hatte anfangs nur beabsichtigt, Metal Messiah und Sweet Alcohol aufzunehmen. Bevor die Lieder am Nachmittag abgemischt worden waren, hatte man eine Stunde Zeit, worauf man sich noch entschieden hatte Hellhound on My Trail aufzunehmen. Der Tonträger war innerhalb von 13 Stunden aufgenommen, produziert und abgemischt worden. Lieder der beiden Tonträger wurden von Alan „Fluff“ Freeman und John Peel in ihren Radioshows gespielt. Zudem wurde ihre Version von Hellhound on My Trail von Tommy Vance gelobt. Der Veröffentlichung folgten mehrere Auftritte, darunter auch eine Tour zusammen mit Vardis. In ihrer Anfangszeit hatte die Band auch ein Demo mit den beiden Liedern Play to Win und Wheel of Samsara aufgenommen. Legg hatte Freunde, die einen Piratenradiosender namens Radio Free London betrieben, welcher das Demo 1980 ausstrahlte. Zuvor hatte Brian Galibardy die Band verlassen. Dieser wurde kurzzeitig durch einen Gitarristen namens Justin ersetzt. Am 16. Juni 1981 wurde daraufhin das Lied Eockchild für den Sampler Kent Rocks 2 in Orpington aufgenommen. Das Lied erschien erst 2001, nachdem Mark Newbold es technisch überarbeitet hatte. Der Song wurde jedoch nur als CD-R an enge Freunde verteilt. Nach der Aufnahme verließ Justin die Band wieder, woraufhin die Gitarristen Eddie Webb und Pete „Tabby“ Moore zur Besetzung kamen. Der Sampler wurde nie veröffentlicht. 1982 spielte die Band zusammen mit der schwedischen Heavy-Metal-Band E.F. Band in Essex. Mittlerweile war Mark Annal als neuer Schlagzeuger in der Band. Newhold half der Band jedoch noch bei verschiedenen Dingen hinter der Bühne. Nach seinem Ausstieg widmete er sich der Fotografie, wobei ein Foto auf der Rückseite der späteren Veröffentlichung Before Your Very Ears verwendet wurde. Im selben Jahr verließen alle Mitglieder bis auf Mike Wheeler die Besetzung. Mit dem Schlagzeuger Paul Gunn und dem Gitarristen Mark Dawson wurde ein Demo aufgenommen, das die drei Lieder Ghost of an Emotion, Before Your Very Eyes und Marionette enthält. Das Demo erschien 1983. Noch im selben Jahr kam es zur Auflösung der Band. 1995 erschien bei Vinyl Tap Records die Kompilation Before Your Very Ears. Diese besteht größtenteils aus alten Studioaufnahmen mit bisher unveröffentlichten Liedern wie Marionette oder Ghost of an Emotion. Zudem ist auch das Lied Hiroshima enthalten, das die Band zwar in der Vergangenheit live gespielt, welches es aber nie auf eine Veröffentlichung geschafft hatte. Für die Kompilation war das Lied in den Goldust Studios mit Mark Dawson als Produzenten neu aufgenommen worden. Hierbei bestand die Gruppe aus Wheeler, Newbold, Galibardy und dem Schlagzeuger Alan Tracy. In den Jahren 2007 und 2015 erschienen mit Live to Fight Again und Save the Khan zwei weitere Kompilationen.

## Stil
Laut Malc Macmillan in The N.W.O.B.H.M. Encyclopedia war die Band eine der regional innovativeren. Die Musik habe einen progressiven Charakter und sei mit den regionalen Bands Spitzbrook und Legend vergleichbar. Ungewöhnlich für die damalige Zeit sei der Einsatz von Synthesizern gewesen, was später durch Marquis de Sade und Dawnwatcher übernommen und danach durch Bleak House, Legend aus Jersey und Shiva weiterentwickelt worden sei. Macmillan gab eine Aussage von Mike Wheeler wieder, dass alle Mitglieder durch New-Wave-Bands wie Japan und Ultravox beeinflusst worden seien. Die EP Metal Messiah sei näher dran an traditionellem Metal und mit der Musik von Gaskin und Limelight vergleichbar. Auch Jürgen Hegewald befand im Buch NWoBHM New Wave of British Heavy Metal The glory Days, dass es sich bei Triarchy um „[e]ine der wenige Bands, die zur damaligen Zeit Synthesizer einsetzten und auch anwenden konnten“ handelt. Dadurch habe die Band einen hohen Wiedererkennungswert, der kommerzielle Erfolg sei trotzdem ausgeblieben.
Martin Popoff schrieb in seinem Buch The Collector’s Guide of Heavy Metal Volume 3: The Nineties über Before Your Very Ears, dass hierauf eine Mischung aus Diamond Head, Rush der späten 1970er Jahre oder Witchfynde, Demon oder Nightwing zu hören ist. Die Musik gehöre zu der kreativeren und mutigeren der NWoBHM-Szene.
Matthias Mader schrieb im Rock Hard, dass Triarchy nur schwer mit anderen NWoBHM-Bands zu vergleichen ist. Die Gruppe habe es geschafft, ähnlich wie Praying Mantis, durch den Einsatz von Keyboards einen eigenen Stil zu schaffen. Sie sei bewusst ein Trio gewesen, um die Musik auf das Wesentliche zu reduzieren und „aber auch als kleiner Tribut an Rush, quasi der kleinste gemeinsame Nenner für die drei englischen Musiker“. Im Interview mit ihm gab Mike Newbold an, dass er und Wheeler damals zum einen Hard-Rock- und Metal-Bands wie Black Sabbath, Ted Nugent und Rush zum anderen Punk- und New-Wave-Bands wie The Clash, The Stranglers, Gang of Four und Ultravox gehört hätten. Zudem habe man auch Iggy Pop und The Velvet Underground gemocht. Galibardy sei durch Country-Rock-Bands wie Little Feast und durch verschiedene Country-Blues-Bands beeinflusst worden. Zudem seien einige Mitglieder durch keyboardlastigen Progressive-Rock wie Emerson, Lake and Palmer und Genesis und klassischen Hard Rock mit Keyboards wie etwa Rainbow beeinflusst worden. Zudem sei die Band Unterstützer von Rock Against Racism.
Im Interview mit Bart Gabriel von metalpage.de gab er an, dass er zusammen mit seinem Bruder bereits in Kindesjahren im Kirchenchor gesungen habe, während sie privat Lieder wie Razamanaz von Nazareth, Aladdin Sane von David Bowie und Black Sabbaths Sabbath Bloody Sabbath hörten. Zu ihrer Anfangszeit sei die Band durch Gruppen wie Emerson Lake & Palmer, Genesis, Black Sabbath, Rush und Kiss beeinflusst worden. Ab 1976 sei die Gruppe durch Punk und New Wave beeinflusst worden. Graham Legg habe Marc Bolan, Slade, Led Zeppelin, XTC und klassischen Punk als Einflüsse. Den Synthesizereinfluss habe die Gruppe von Emerson Lake and Palmer und später Ultravox.

## Diskografie
- 1978: Demo (Demo, Eigenveröffentlichung)
- 1979: Save the Khan (Single, SRT Productions Ltd.)
- 1981: Metal Messiah (EP, Direct Records)
- 1983: Demo '83 (Demo, Eigenveröffentlichung)
- 1995: Before Your Very Ears (Kompilation, Vinyl Tap Records)
- 2007: Live to Fight Again (Kompilation, High Roller Records)
- 2015: Save the Khan (Kompilation, High Roller Records)